# Questione delle Caroline
Con il nome di questione delle Caroline è nota la disputa diplomatica avvenuta nel 1885 tra l'Impero tedesco e il Regno di Spagna per la sovranità delle isole Caroline e Palau nel Pacifico occidentale.
Questa crisi venne risolta con da un laudo pontificio, ratificato da un protocollo ispano-tedesco firmato il 17 dicembre del 1885.

## Premesse
La politica coloniale del cancelliere Otto von Bismarck per il nascente impero coloniale tedesco fu attento a non entrare in competizione con l'Impero britannico e la Francia, le due principali potenze coloniali dell'epoca, ma procedette comunque a espandersi in più direzioni. Questo portò Berlino però a entrare in contrasto con una potenza in quel momento in decadenza, la Spagna. 
Dopo aver annunciato alle altre potenze europee le proprie mire, la sera del 24 agosto 1885, la Germania forzò la mano e truppe tedesche sbarcarono dalla nave cannoniera Iltis a Yap, nelle isole Caroline occidentali. Dopo l'occupazione Berlino proclamò il protettorato sulle isole Caroline e le Palau.
Nei giorni precedenti la Spagna aveva inviato due navi per rimarcare la proprietà dell'isola ma avevano esitato a sbarcare e, dopo l'azione tedesca preferirono tornare a Manila.
I tedeschi, che l'anno precedente avevano fondato la colonia della Nuova Guinea tedesca, avevano da molto l'aspirazione a stabilire un protettorato sulle isole, che ritenevano dal loro punto di vista senza proprietà, data la vicinanza dell'isola alle Filippine che la rendeva un interessante crocevia commerciale, mentre gli spagnoli avevano invece mostrato la loro sovranità di fronte a commercianti inglesi, tedeschi e nordamericani che lavorano nelle isole.

## Il negoziato
L'occupazione generò molte proteste a Madrid, dove le legazioni tedesche furono assediate dalle proteste della popolazione. Il nunzio apostolico di Spagna Mariano Rampolla del Tindaro propose un'intermediazione del pontefice che fu accettata da Bismarck, viste anche le scuse porse dal governo di Madrid per l'attacco ai civili tedeschi e le intenzioni concilianti del sovrano Alfonso XII. Questo intervento del pontefice passò alla storia come Arbitrato di Leone XIII tra Germania e Spagna.
Rampolla volle questa mediazione, che comunque cercò di spingere in funzione pro-Madrid, sia per il prestigio che avrebbe portato alla Santa Sede, sia per il beneficio internazionale su due fronti: il Regno Unito avrebbe accettato ogni soluzione se accettata dalla Germania, ma, soprattutto, si sarebbe danneggiato il prestigio del Regno d'Italia che si era proposto anch'esso come mediatore tra i due contendenti.

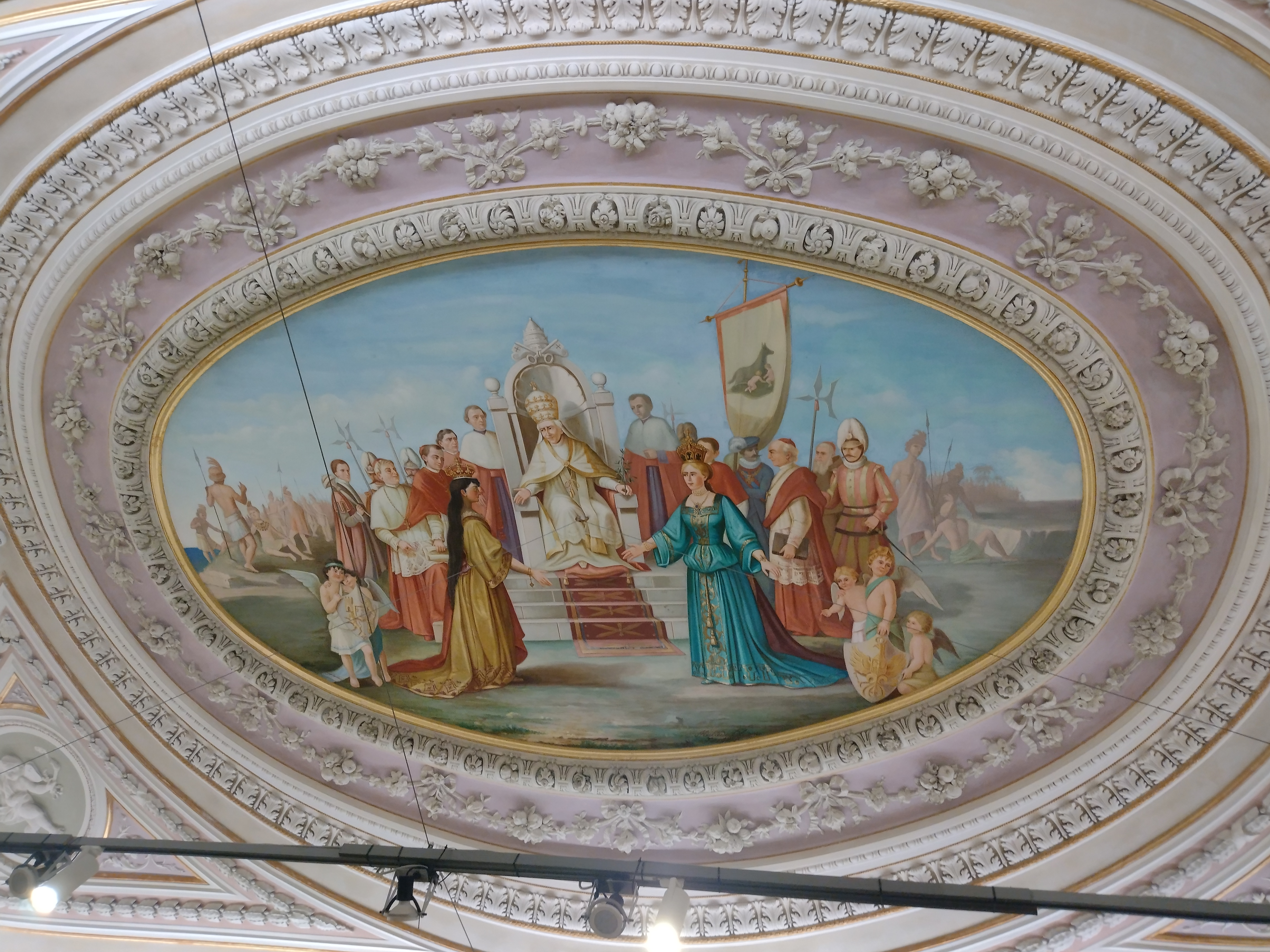
Allegoria dell'arbitrato di Leone XIII tra Germania e Spagna, di Oldoino Multedo, affresco della Villa Durazzo-Pallavicini a Genova-Pegli.

Leone XIII si basò per la sua mediazione su precedenti pronunciamenti papali, ovvero le bolle Inter Caetera I e II del 3 e 4 maggio 1493, in cui si determinava la sovranità spagnola sulle regioni situate ad est di una linea immaginaria tracciata 100 leghe a ovest delle Azzorre e su il trattato di Tordesillas del 7 giugno 1494, che modificava le 100 leghe a 370 leghe, e che venne confermato da Giulio II con la bolla "Ea quae pro bono pacis" del 24 gennaio 1506. Leone XIII recepì anche i più recenti esiti della Conferenza di Berlino, conclusasi il 26 febbraio 1885.
Nella sua proposta di mediazione Leone XIII proponeva una possibile convergenza basata su due elementi intoccabili: la sovranità spagnola sulle Caroline e Palau doveva essere riconosciuta, mentre la Germania doveva vedere garantita la libertà di commercio, navigazione e pesca oltre al diritto di avere una stazione navale di carbone sull'isola di Yap, con condizioni giuridiche pari a quelle degli spagnoli.

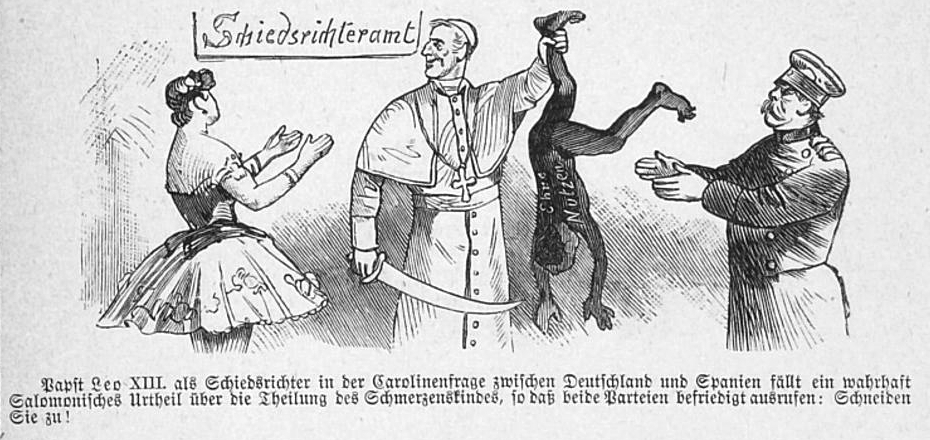
Vignetta pubblicata il 27 dicembre 1885 dal settimanale satirico tedesco Kladderadatsch. Il manifesto sullo sfondo recita: "Arbitrato". mentre la didascalia recita: "Papa Leone XIII, in qualità di arbitro nella questione carolina tra Germania e Spagna, emise un verdetto davvero salomonico sulla divisione del figlio del dolore, tanto che entrambe le parti esclamarono soddisfatte: Basta!"

Il laudo pontificio fu ratificato da un protocollo ispano-tedesco firmato a Roma il 17 dicembre del 1885 da Kurd von Schlözer, ministro di Prussia presso la Santa Sede e Mariano Roca de Togores, marchese di Molins, ambasciatore di Spagna presso la Santa Sede, alla presenza di Ludovico Jacobini, cardinale segretario di Stato di Leone XIII.

## Dopo il negoziato
La mediazione pontifica permise alla Spagna di mantenere il controllo almeno temporaneo delle isole ma a seguito della disfatta nella guerra ispano-americana del 1898, Madrid perse buona parte del suo impero coloniale a vantaggio degli Stati Uniti d'America. La perdita delle Filippine, il più importante possedimento spagnolo nel Pacifico, spinse Madrid a vendere le isole Caroline e le Marianne nel 1899 alla Germania che aveva continuato ad avere molti interessi nell'area. La vendita delle isole, che si aggiungevano a tutte le perdite coloniali del 1898, furono un ulteriore tassello alla crisi interna spagnola che vide un rafforzamento dei movimenti nazionalistici in Catalogna e nei Paesi Baschi, le aree che risentirono maggiormente dal punto di vista economico la perdita delle colonie, ma fu anche uno stimolo culturale, con la nascita del gruppo intellettuale "Generazione del '98".